# NGC 2244

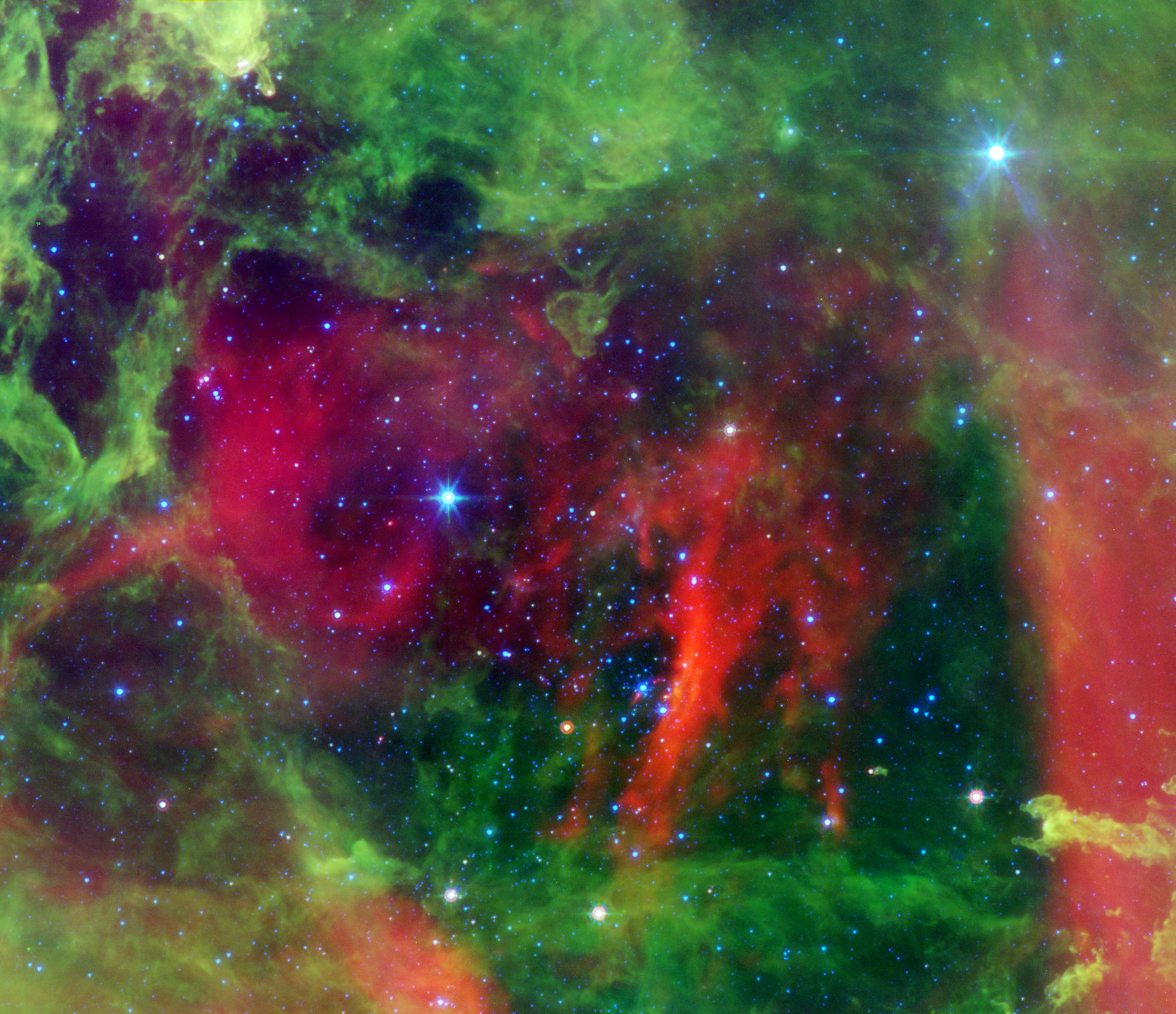
NGC 2244

NGC 2244 sau Caldwell 50 este un roi deschis, parte a Nebuloasei Rosette din constelația Licornul. 